# Паюти

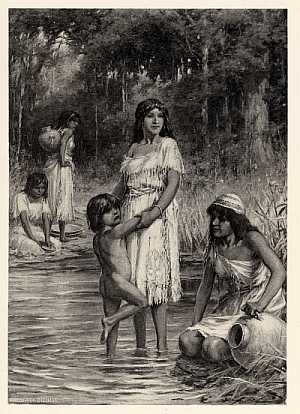
Жінка і діти племені Пайут в долині Йосеміті, 1891 рік.

Паюти (однина пают; англ. Paiute або Piute, самоназва — «Павіотсо», або «Нуму») означає дві пов'язані групи американських індіанців — Північні Паюти Каліфорнії, Невади і Орегону, і Південні Паюти Аризони, південно-східної Каліфорнії, Невади і Юти, які розмовляли мовами Нумійської гілки Юто-ацтекської мовної сім'ї.
Загальна кількість — близько 6 тисяч осіб. Релігійна приналежність віруючих — християни.

## Відомі представники
- Сара Віннемакка (1841—1891) — американська письменниця